# Godfrey Chanwengo
Godfrey Chanwengo (* 16. Juni 1999) ist ein ugandischer Sprinter, der sich auf den 400-Meter-Lauf spezialisiert.

## Sportliche Laufbahn
Erste internationale Erfahrungen sammelte Godfrey Chanwengo im Jahr 2022, als er bei den Afrikameisterschaften in Port Louis mit 49,30 s in der ersten Runde über 400 Meter ausschied. Im Jahr darauf schied er bei den World University Games in Chengdu mit 48,01 s im Halbfinale aus und wurde mit der ugandischen 4-mal-400-Meter-Staffel im Finale disqualifiziert.
2023 wurde Chenwengo ugandischer Meister im 400-Meter-Lauf.

## Persönliche Bestleistungen
- 200 Meter: 21,81 s (+1,7 m/s), 4. Juni 2022 in Nairobi
- 400 Meter: 47,25 s, 24. Juni 2022 in Kampala